# Montgomery (Wales)
Montgomery is een plaats in het Welshe graafschap Powys.

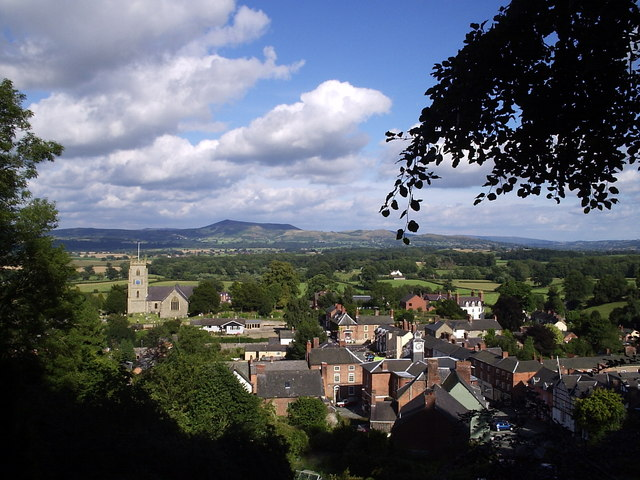
Panorama

Montgomery telt 1256 inwoners.